# 刀子 (瑞典團體)
刀子（The Knife）是一個瑞典的電子音樂團體，其音樂實驗性質濃厚，成員是一對姐弟，姐姐卡琳·德雷杰·安德森以她的尖銳獨特嗓音聞名。
自瑞典歌手José González在國外表演了他們的歌曲〈Heartbeats〉後，他們漸漸廣為海外聽眾知曉，在歐洲他們目前擁有不俗的知名度。
刀子兩姐弟同時也是女性主義人士，並曾捐錢給瑞典女性主義政黨女性主義行動先鋒，希望能幫助他們進入國會。

## 音樂專輯

### 以刀子名義
- The Knife (2001)
- Deep Cuts (2003)
- Hannah med H Soundtrack (2003)
- Silent Shout (2006)
- Shaking the Habitual (2013)

### 與Mt. Sims和Planningtorock合作
- Tomorrow, In a Year (2010)

## 外部連結
- 官方网站
- 刀子 (瑞典團體)在Allmusic上的頁面